# Žihle

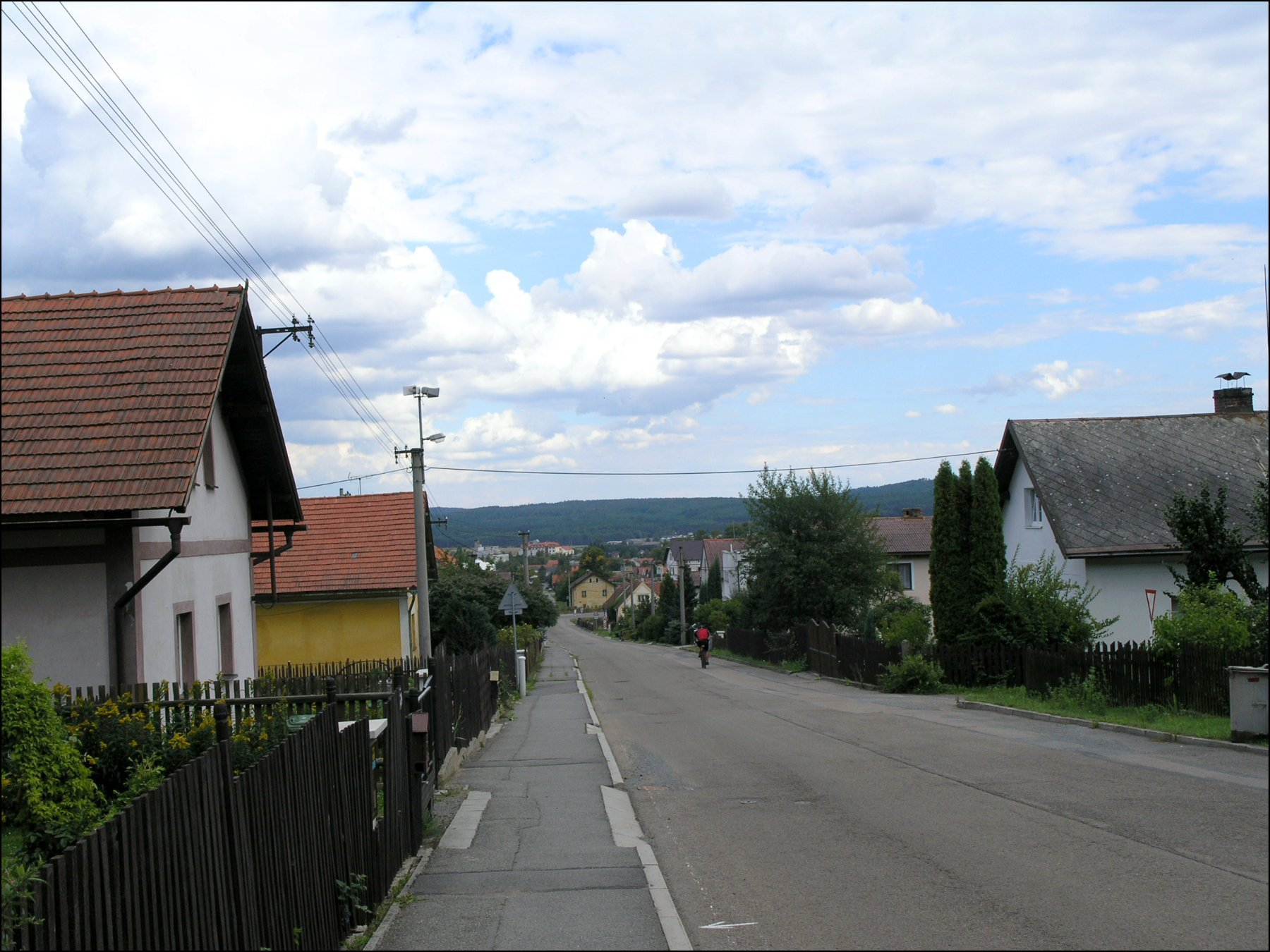
Vista de Žihle.

Žihle es una villa y una municipalidad en la zona de Pilsen, directamente en la Región de Pilsen Norte al occidente de la República Checa.
La municipalidad tiene un área de 39 km² con una población de 1.432 habitantes y está a 448 m s. n. m. encontrándose a 76 km de Praga. Dentro de dicha municipalidad también lo ocupa los barrios de Hluboka, el Chateau de Kalec, Nový Dvůr, Odlezly y Přehořov